# Pinakoïde

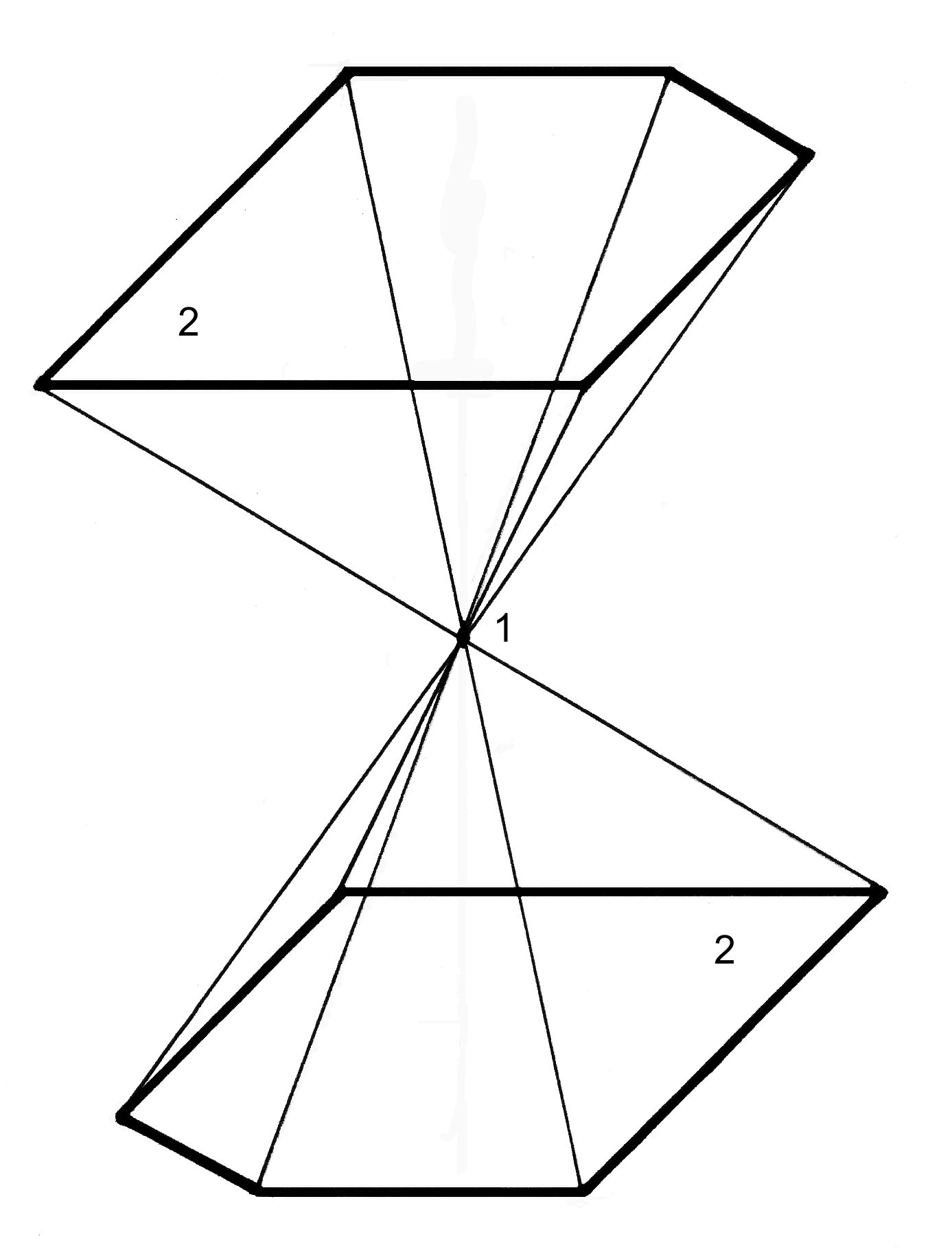
Pinakoïde:
1) symmetriecentrum
2) parallelle vlakken

Een pinakoïde is een bepaalde symmetrievorm bij kristallen, die in de kristallografie wordt beschreven. Hierbij liggen twee vlakken ten opzichte van elkaar evenwijdig en snijden de verbindingslijnen van de overeenkomstige hoekpunten, de assen, elkaar in een punt, in het symmetriecentrum. De twee vlakken moeten ten opzichte van elkaar gedraaid liggen, dus mogen niet elkaars spiegelbeeld zijn.
Een pinakoïde is een open vorm. Dergelijke vormen zijn op zichzelf geen compleet ruimtelijk lichaam. Een pinakoïde komt altijd voor in combinatie met andere vlakken, waarmee ze een kristal vormen.
Pinakoïden komen bij vier kristalstelsels voor, bij het monokliene, tetragonale, hexagonale en het orthorombische kristalstelsel.